# Вжемпя
Вжемпя (пол. Wrzępia) — село в Польщі, у гміні Щурова Бжеського повіту Малопольського воєводства.
Населення — 466 осіб (2011).
У 1975-1998 роках село належало до Тарновського воєводства.

## Демографія
Демографічна структура станом на 31 березня 2011 року:
|          | Загалом | Допрацездатний вік | Працездатний вік | Постпрацездатний вік |
| -------- | ------- | ------------------ | ---------------- | -------------------- |
| Чоловіки | 227     | 57                 | 151              | 19                   |
| Жінки    | 239     | 59                 | 121              | 59                   |
| Разом    | 466     | 116                | 272              | 78                   |